# Tre Valli Varesine 1987
La Tre Valli Varesine 1987, sessantasettesima edizione della corsa, si svolse il 23 agosto 1987 su un percorso di 254,2 km. La vittoria fu appannaggio dell'italiano Franco Ballerini, che completò il percorso in 6h47'00", precedendo lo svedese Kjel Nilsson e il connazionale Marco Bergamo.
Sul traguardo 57 ciclisti, su 139 partenti, portarono a termine la competizione.

## Ordine d'arrivo (Top 10)
| Pos. | Corridore                | Squadra                | Tempo    |
| ---- | ------------------------ | ---------------------- | -------- |
| 1    | Franco Ballerini         | Magniflex-Centroscarpa | 6h47'00" |
| 2    | Kjel Nilsson             | Ariostea               | s.t.     |
| 3    | Marco Bergamo            | Carrera-Vagabond       | s.t.     |
| 4    | Arno Küttel              | Gewiss-Bianchi         | s.t.     |
| 5    | Gianbattista Baronchelli | Del Tongo-Colnago      | s.t.     |
| 6    | Marco Giovannetti        | Gis Gelati-Jollyscarpe | s.t.     |
| 7    | Palmiro Masciarelli      | Gis Gelati-Jollyscarpe | a 7"     |
| 8    | Walter Magnago           | Carrera-Vagabond       | a 15"    |
| 9    | Guido Bontempi           | Carrera-Vagabond       | a 18"    |
| 10   | Giuseppe Saronni         | Del Tongo-Colnago      | s.t.     |